# Ksenija Prohaska
Ksenija Prohaska, (Split, 17. prosinca 1953.) hrvatska je kazališna, televizijska i filmska glumica. 

## Filmografija

### Televizijske uloge
- "Naši i vaši" kao Ljubica (2001.)
- "SeaQuest DSV" kao Srpkinja (1993. – 1994.)
- "Velo misto" (1980.)

### Filmske uloge
- "Trešeta" kao Stela (2006.)
- "A Bedfull of Foreigners" kao gospođa Voličkov (1998.)
- "No Place to Hide" kao žena u autobusu (1993.)
- "Doppelganger" (1993.)
- "Bugsy" kao Marlene Dietrich (1991.)
- "Transylvania 6-5000" (1985.)
- "Medeni mjesec" kao Marina (1983.)
- "Gosti iz galaksije" kao Andra (1981.)
- "Rano sazrijevanje Marka Kovača" (1981.)
- "Rodoljupci" (1981.)

## Sinkronizacija
- "Coco i velika tajna" kao Mama Imelda (2017.)

## Vanjske poveznice
- Ksenija Prohaska u internetskoj bazi filmova IMDb-u (engl.)
- Web stranica glumice  Arhivirana inačica izvorne stranice od 21. veljače 2021. (Wayback Machine)
- Stranica na Mala-scena.hr  Arhivirana inačica izvorne stranice od 23. rujna 2011. (Wayback Machine)